# مدرسه کره‌ای تهران
مدرسه کره‌ای تهران (کره‌ای: 테헤란한국학교) تنها مدرسه کره جنوبی‌ها در تهران است. این آموزشگاه هم‌اکنون ۳ دانش‌آموز دارد که از خانواده‌های سفارت‌خانه کره‌جنوبی در تهران و خانواده‌های کره‌جنوبی‌ای است که در ایران زندگی می‌کنند.
این آموزشگاه که با نام مدرسه سفارت‌خانه کره‌جنوبی نیز شناخته می‌شود، در ۵ آوریل ۱۹۷۶ میلادی تأسیس شد. در این مدرسه فارسی به عنوان زبان دوم تدریس می‌شود.